# قشلاق نريمان كندي حاجي هاوار (مقاطعة بيله سوار)
قشلاق نريمان كندي حاجي هاوار (بالفارسية: قشلاق نریمان کندی حاجی هاوار) هي منطقة سكنية تقع في إيران في أردبيل. يقدر عدد سكانها بـ 40 نسمة .